# Хелмоне
Хелмоне (пол. Chełmonie) — село в Польщі, у гміні Ковалево-Поморське Ґолюбсько-Добжинського повіту Куявсько-Поморського воєводства.
Населення — 299 осіб (2011).
У 1975-1998 роках село належало до Торунського воєводства.

## Демографія
Демографічна структура станом на 31 березня 2011 року:
|          | Загалом | Допрацездатний вік | Працездатний вік | Постпрацездатний вік |
| -------- | ------- | ------------------ | ---------------- | -------------------- |
| Чоловіки | 152     | 41                 | 96               | 15                   |
| Жінки    | 147     | 32                 | 79               | 36                   |
| Разом    | 299     | 73                 | 175              | 51                   |